# Under Milk Wood (película)
Under Milk Wood es una película británica de 1972 dirigida por Andrew Sinclair, basada en la obra Under Milk Wood, del escritor galés Dylan Thomas y protagonizada, entre otros, por Richard Burton, Elizabeth Taylor y Peter O'Toole.[cita requerida]
Al igual que el libro, representa a los habitantes de un pequeño pueblo llamado Llareggub.